# Adolph Paalzow

Karl Adolf Paalzow

Carl Adolph Paalzow (* 5. August 1823 in Rathenow; † 2. Januar 1908 in Berlin) war ein deutscher Physiker.

## Leben
Adolph Paalzow unterrichtete ab 1856 Physik an der Artillerie- und Ingenieursschule in Berlin, wurde 1858 in Halle promoviert (De Brewsteri Operibus Opticis) und war danach Professor an der Artillerie- und Ingenieursschule. Er habilitierte sich in Berlin und ging 1869 als Professor nach Bern, kam aber im selben Jahr wieder zurück nach Berlin. Ab 1873 war er als Professor der Physik an der Gewerbeakademie in der Klosterstraße tätig. Er war der erste Physiker dieser Hochschule und außerdem Professor an der Königlichen Kriegsakademie. In der Gewerbeakademie war er Leiter eines größeren physikalischen Laboratoriums. Als solcher übernahm er 1886/87 die Leitung des Physikalischen Kabinetts, aus der später die Physikalische Sammlung der Technischen Hochschule hervorging. Er selbst konstruierte verschiedene Apparate, die er auch für seine Vorlesungen in der Experimentalphysik einsetzte. Am 1. Oktober 1904 trat er nach langjähriger Lehrtätigkeit als Dozent an der Technischen Hochschule Charlottenburg in den Ruhestand.
Im Jahr 1892 wurde er zum Mitglied der Leopoldina gewählt. 1899 wurde er Geheimer Regierungsrat. Er war im Kuratorium der Physikalisch-Technischen Reichsanstalt und in dem der technischen Prüfungsämter.

## Schriften
- Drehung fester Körper, insbesondere der Geschosse und der Erde. 1867